# Première Division 1919-1920 (Lussemburgo)
La Première Division 1919-1920 è stata la 10ª edizione del massimo campionato lussemburghese di calcio. La stagione è iniziata il 6 ottobre 1919 ed è terminata il 23 febbraio 1920. La squadra Fola Esch ha vinto il titolo per la terza volta nella sua storia.

## Formula
2 punti alla vittoria, un punto al pareggio, nessun punto alla sconfitta.
Le 6 squadre partecipanti si affrontano in un girone di andata e ritorno, per un totale di 10 giornate.
In questa stagione non ci furono retrocessioni per l'allargamento ad 8 squadre della stagione 1920-1921.

## Classifica finale
|                        | Pos. | Squadra               | Pt | G  | V | N | P | GF | GS | DR  |
| ---------------------- | ---- | --------------------- | -- | -- | - | - | - | -- | -- | --- |
| Lussemburgo (bandiera) | 1.   | Fola Esch             | 17 | 10 | 8 | 1 | 1 | 32 | 14 | +18 |
|                        | 2.   | Stade Dudelange       | 13 | 10 | 6 | 1 | 3 | 24 | 23 | +1  |
|                        | 3.   | Sporting Luxembourg   | 10 | 10 | 4 | 2 | 4 | 27 | 22 | +5  |
|                        | 4.   | Hollerich Bonnevoie   | 9  | 10 | 4 | 1 | 5 | 17 | 18 | -1  |
|                        | 5.   | Jeunesse Esch         | 7  | 10 | 3 | 1 | 6 | 18 | 22 | -4  |
|                        | 6.   | Racing Club Luxemburg | 4  | 10 | 2 | 0 | 8 | 17 | 36 | -19 |

Legenda:
      Campione del Lussemburgo 1919-1920

### Tabellone
|                       | FOL | JEU | HOL | RAC | SPO | STA |
| Fola Esch             |     | 2-0 | 5-1 | 5-2 | 3-2 | 3-1 |
| Jeunesse Esch         | 2-3 |     | 1-1 | 5-2 | 3-0 | 1-2 |
| Hollerich Bonnevoie   | 0-2 | 3-2 |     | 3-1 | 8-0 | 0-1 |
| Racing Club Luxemburg | 1-6 | 0-3 | 0-1 |     | 4-1 | 6-1 |
| Sporting Luxembourg   | 1-1 | 6-1 | 4-0 | 3-0 |     | 8-0 |
| Stade Dudelange       | 4-2 | 3-0 | 2-0 | 8-1 | 2-2 |     |